# Lagynochthonius thorntoni
Lagynochthonius thorntoni es una especie de arácnido  del orden Pseudoscorpionida de la familia Chthoniidae.

## Distribución geográfica
Se encuentra en Java (Indonesia).